# Blăjel
Blăjel es una comuna ubicada en el distrito de Sibiu, Rumania.

## Superficie
Posee una superficie de 34,02 kilómetros cuadrados.

## Demografía
Hasta 2021 la población era de 1967 habitantes, con una densidad de población de 57,82 habitantes por kilómetro cuadrado.